# Obědovice
Obědovice (en allemand : Obiedowitz) est une commune du district et de la région de Hradec Králové, en République tchèque. Sa population s'élevait à 307 habitants en 2022.

## Géographie
Obědovice se trouve à 9 km à l'est de Chlumec nad Cidlinou, à 19 km à l'ouest-sud-ouest de Hradec Králové et à 83 km à l’est-nord-est de Prague.
La commune est limitée par Kosičky au nord, par Kratonohy à l'est et au sud, par Chýšť au sud-ouest et par Káranice à l'ouest.

## Histoire
La première mention écrite de la localité date de 1386.

## Galerie

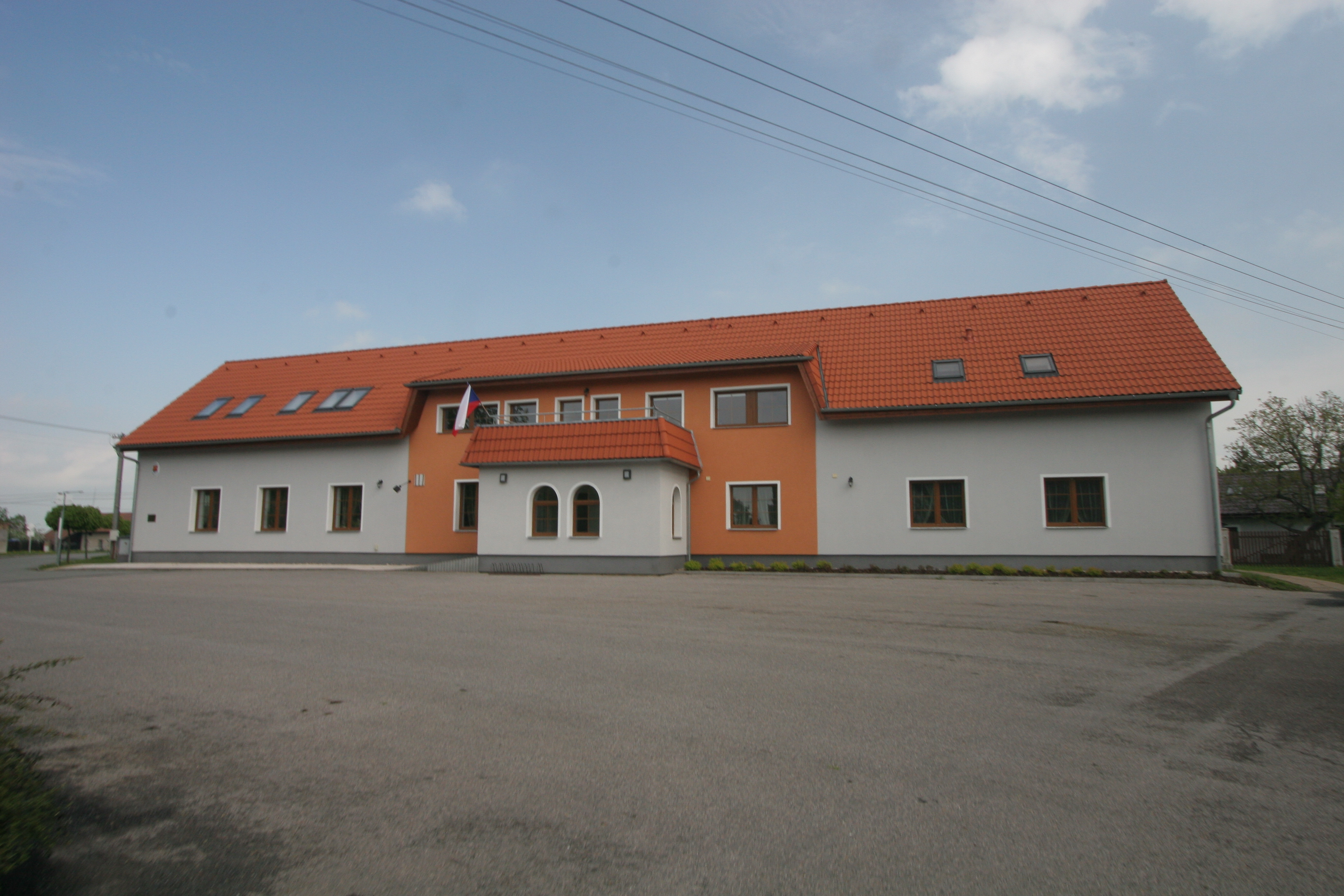
Obědovice : la mairie.
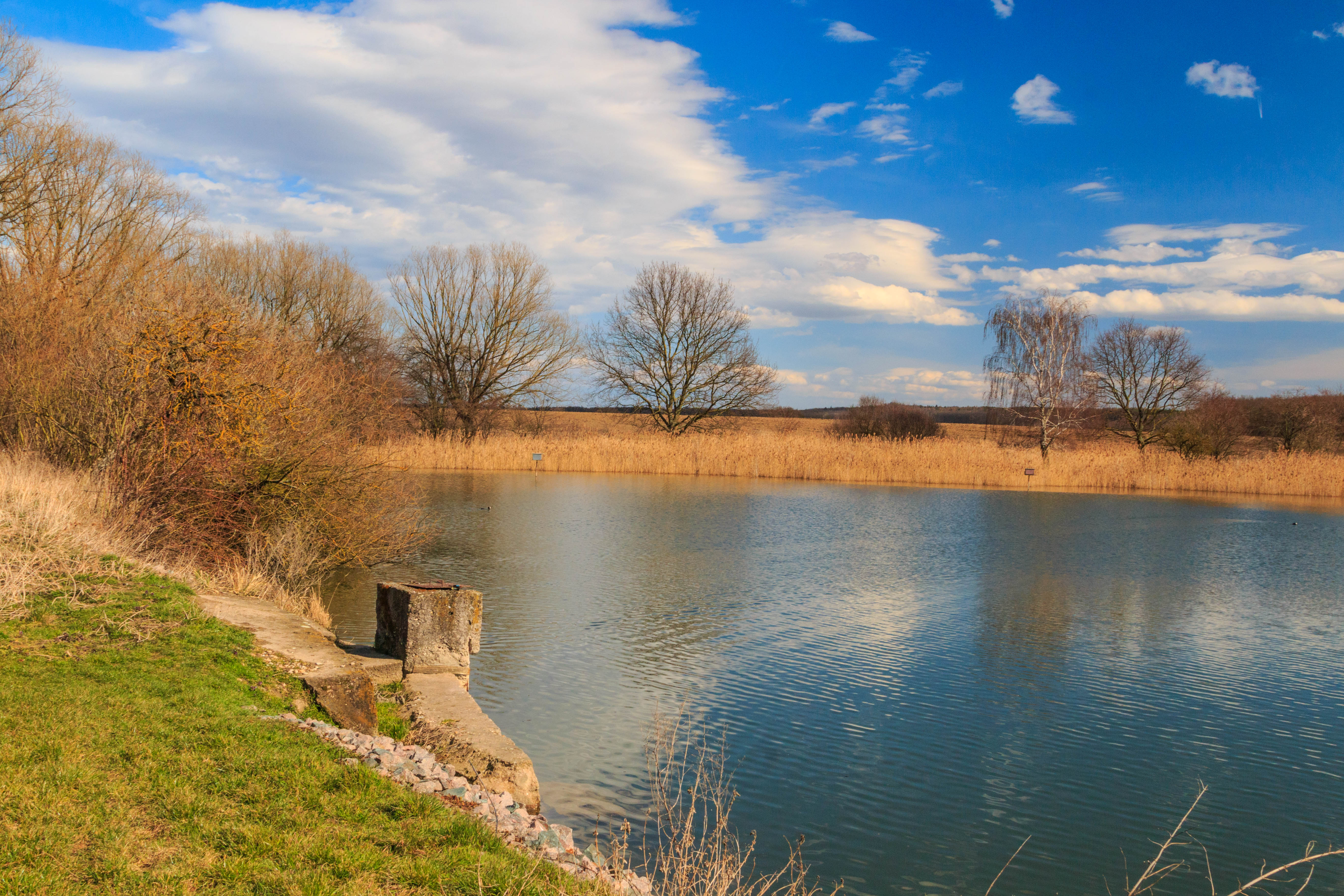
Étang de Bejřov.

## Transports
Par la route, Obědovice se trouve à 9,3 km de Chlumec nad Cidlinou, à 20 km de Hradec Králové et à 98 km de Prague. 